# Magel (Fluss)
Die Magel (französisch: Ruisseau la Magel) ist ein rund 17 Kilometer langer Bach, der im Département Bas-Rhin in der französischen Region Grand Est verläuft und von rechts in die Bruche mündet.

## Name
Der Fluss wird 1228 („alveus Magel“) urkundlich genannt. Der Name leitet sich wahrscheinlich von keltisch *maglo- oder *magalo- mit der Bedeutung „groß, edel“ ab.

## Geographie

### Verlauf
Die Magel entspringt auf einer Höhe von 981 m in den Vogesen, im westlichen Gemeindegebiet von Ottrott, entwässert im Oberlauf in nördliche Richtung, schwenkt im Mittelteil nach Osten und wechselt dann im Unterlauf unterhalb der Burg Girbaden nochmals auf Nord. Kurz vor ihrer Mündung quert die Magel die Bahnstrecke Strasbourg–Saint-Dié und die Départementsstraße D1420.
Sie mündet schließlich im Gemeindegebiet von Heiligenberg auf einer Höhe von 214 m als rechter Nebenfluss in die Bruche.
Der 17,43 km lange Lauf der Magel endet ungefähr 767 Höhenmeter unterhalb ihrer Quelle, sie hat somit ein mittleres Sohlgefälle von circa 45 ‰.

### Zuflüsse
(Reihenfolge in Fließrichtung)
- Ruisseau la Petite Magel (rechts), 1,3 km
- Kaltenbach (links), 1,8 km
- Ruisseau de Baschney (links), 1,7 km
- Ruisseau le Grand Ruchthal (rechts), 1,6 km
- Lauterbach (rechts), 3,4 km

### Orte am Fluss
(Reihenfolge in Fließrichtung)
- Le Magelhof, Gemeinde Ottrott
- Grendelbruch
- Saegmuehl, Gemeinde Rosheim
- Laubenheim, Gemeinde Mollkirch
- Mollkirch